# Umboi
Umboi is een vulkanisch eiland in Papoea-Nieuw-Guinea. Het is 816 km² groot en het hoogste punt is 1656 meter. Er zijn geen grote uitbarstingen bekend in de afgelopen 10.000 jaar, wel was er in september 1985 seismische activiteit die wellicht een nieuwe uitbarsting aankondigde van deze complexe vulkaan, Mount Talo.

## Fauna
Er komen 157 soorten vogels voor met vijf soort van de Rode Lijst van de IUCN waaronder de New-Britainbronsvleugelduif (Henicophaps foersteri). Verder endemisch soorten zoals de bismarckbrilvogel (Zosterops hypoxanthus) en de bismarckdwergijsvogel (Ceyx websteri) .
De volgende zoogdieren komen er voor:*Dendrolagus matschiei (geïntroduceerd), Thylogale browni (prehistorisch geïntroduceerd), Polynesische rat (Rattus exulans) (geïntroduceerd), Kortstaartbuideldas (Echymipera kalubu), Phalanger orientalis, Dobsonia anderseni, Dobsonia praedatrix, Macroglossus minimus, Nyctimene albiventer, Nyctimene cephalotes (onzeker), Pteropus capistratus, Pteropus hypomelanus, Pteropus neohibernicus, Emballonura nigrescens, Kerivoula myrella en Murina florium